# Josep Garcia Robles
Josep Garcia Robles   (Olot, 1835 - Barcelona, 25 de gener de 1910) fou un compositor català.
Al mateix temps que la música, practicà el dibuix i la pintura amb tant de profit que obtingué el càrrec de professor de dibuix al Col·legi Valldemia de Mataró. En aquesta població estrenà les primeres composicions musicals, entre elles algunes operetes.
Posteriorment traslladà la residència a Barcelona per dedicar-se a l'ensenyança (a l'Escola Municipal de Música de Barcelona) i la composició, i produí nombroses i inspirades composicions. Va escriure per a l'Orfeó Català l'Himne a La Bandera Catalana, i la trilogia Catalonia, la Pregària de la qual figurà molt temps en els programes de l'entitat musical. Pocs dies abans de morir encara li dedicà el Càntic del Llorer.
A més de les obres citades, són notables la Rondalla de pastors per cor d'homes; la Boda dels aucells -la peça que va tocar l'Orfeó Català en la seva estrena el 1892-; Tardor; una marina per a orquestra, titulada Retorn, i executada en els primers concerts de l'anomenada Associació Musical, de la que en fou un dels fundadors, una Avemaria, amb cors, l'oratori Santa Isabel d'Hongria, per a orquestra i orgue, dedicada a la família del comte de Güell. I les dues obres mestres seves: l'òpera Julio César, lletra de Nonito Guille, i el drama líric Garraf amb lletra de Ramon Picó i Campamar.
Altres composicions seves són: Meditació, per a corda, orgue i piano, Fantasia, un Magnificat; un O salutaris, un Ecce Panis, un Te-Deum, un Miserere, una Missa de Rèquiem, que s'executà en els seus funerals, i d'altres moltes melodies, sonates i peces de piano.
Organitzat pels seus amics i admiradors, en el Palau de la Música Catalana se celebrà el març de 1917 un festival en honor de Garcia Robles, en què s'executaren composicions seves, especialment el poema líric Garraf.